# Pyroppia ulneungensis
Pyroppia ulneungensis är en kvalsterart som beskrevs av Choi 1997. Pyroppia ulneungensis ingår i släktet Pyroppia och familjen Ceratoppiidae. Inga underarter finns listade i Catalogue of Life.